# Filmografie Jackieho Chana
Toto je seznam filmografie Jackieho Chana.

## Filmografie
| Rok     | Název                                     | Čínský název         | Role                                                                              | Poznámka                                                                                        |
| ------- | ----------------------------------------- | -------------------- | --------------------------------------------------------------------------------- | ----------------------------------------------------------------------------------------------- |
| 1962    | Big and Little Wong Tin Bar               | 大小黄天霸           | Dětský herec                                                                      |                                                                                                 |
| 1963    | The Love Eterne                           | 梁山伯與祝英台       | Dětský herec                                                                      |                                                                                                 |
| 1964    | The Story of Qin Xiang Lin                | 秦香蓮               | Dětský herec                                                                      |                                                                                                 |
| 1966    | The Eighteen Darts (část 1.)              | 兩湖十八鏢 (下集)    | Dětský herec                                                                      |                                                                                                 |
| 1966    | The Eighteen Darts (část 2.)              | 兩湖十八鏢(上集)     | Dětský herec                                                                      |                                                                                                 |
| 1966    | Come Drink with Me                        | 大醉俠               | Dětský herec                                                                      |                                                                                                 |
| 1971    | A Touch of Zen                            | 俠女                 | vedlejší role                                                                     |                                                                                                 |
| 1972    | Fist of Fury                              | 精武門               | kaskadér                                                                          |                                                                                                 |
| 1972    | He qi dao                                 | 合氣道               | student Černého medvěda                                                           |                                                                                                 |
| 1973    | Enter the Dragon                          | 龍爭虎鬥             | "vězeň" (malá role) kaskadér                                                      |                                                                                                 |
| 1973    | Facets of Love                            | 北地胭脂             | malá role                                                                         |                                                                                                 |
| 1973    | Not Scared to Die                         | 頂天立地             | "Si To" (malá role) koordinátor kaskadérských kousků                              |                                                                                                 |
| 1973    | Kung Fu Girl                              | 鐵娃                 | "villain" (malá role) koordinátor kaskadérských kousků                            |                                                                                                 |
| 1973    | Little Tiger of Canton                    | 廣東小老虎           | "Jackie" koordinátor kaskadérských kousků                                         |                                                                                                 |
| 1973    | Freedom Strikes a Blow                    | 碼頭大決鬥           | koordinátor kaskadérských kousků                                                  |                                                                                                 |
| 1974    | Fists of the Double K                     | 除霸                 | (malá role)) kaskadér                                                             |                                                                                                 |
| 1974    | The Golden Lotus                          | 金瓶雙艷             | "prodavač hrušek" (malá role)                                                     |                                                                                                 |
| 1974    | Police Woman                              | 女警察               | "člen gangu" (malá role) koordinátor kaskadérských kousků                         | V tomto filmu se Jackie Chan dostal více do povědomí diváků, ačkoliv měl pouze malé vystoupení. |
| 1974    | Supermen Against the Orient               | 四王一后             | kaskadér koordinátor kaskadérských kousků                                         |                                                                                                 |
| 1975    | All in the Family                         | 花飛滿城春           | "řidič rickshaw"                                                                  |                                                                                                 |
| 1975    | Bruce Lee and I                           | 李小龍與我           | malá role                                                                         |                                                                                                 |
| 1975    | No End of Surprises                       | 拍案驚奇             | malá role                                                                         |                                                                                                 |
| 1975    | The Himalayan                             | 密宗聖手             | kaskadér                                                                          |                                                                                                 |
| 1975    | The Young Dragons                         | 鐵漢柔情             | koordinátor kaskadérských kousků                                                  |                                                                                                 |
| 1976    | New Fist of Fury                          | 新精武門之精武拳     | "Lung"                                                                            |                                                                                                 |
| 1976    | Dance of Death                            | 舞拳                 | koordinátor kaskadérských kousků                                                  |                                                                                                 |
| 1976    | Shaolin Wooden Men                        | 少林木人巷           | "Tiger" koordinátor kaskadérských kousků                                          |                                                                                                 |
| 1976    | Hand of Death                             | 少林門               | "Tan Feng"                                                                        |                                                                                                 |
| 1976    | Killer Meteors                            | 風雨雙流星           | "Immortal Meteor" koordinátor kaskadérských kousků                                |                                                                                                 |
| 1976    | The Private Eyes                          | 半斤八兩             | kaskadér                                                                          |                                                                                                 |
| 1977    | The 36 Crazy Fists                        | 三十六迷形拳         | vedlejší role koordinátor kaskadérských kousků                                    |                                                                                                 |
| 1977    | To Kill with Intrigue                     | 劍花煙雨江南         | "Cao Lei" koordinátor kaskadérských kousků                                        |                                                                                                 |
| 1978    | Snake & Crane Arts of Shaolin             | 蛇鶴八步             | "Hsu Yiu Fong" koordinátor kaskadérských kousků                                   |                                                                                                 |
| 1978    | Magnificent Bodyguards                    | 飛渡捲雲山           | "Lord Ting Chung" koordinátor kaskadérských kousků                                |                                                                                                 |
| 1978    | Snake in the Eagle's Shadow               | 蛇形刁手             | "Chien Fu" koordinátor kaskadérských kousků                                       |                                                                                                 |
| 1978    | Drunken Master                            | 醉拳                 | "Wong Fei Hung"                                                                   |                                                                                                 |
| 1978    | Spiritual Kung Fu                         | 拳精                 | "Yi-Lang" koordinátor kaskadérských kousků                                        |                                                                                                 |
| 1978    | Half a Loaf of Kung Fu                    | 一招半式闖江湖       | "Jiang" koordinátor kaskadérských kousků                                          |                                                                                                 |
| 1978    | Two in Black Belt                         | 黑帶恨               | malá role                                                                         |                                                                                                 |
| 1979    | The Fearless Hyena                        | 笑拳怪招             | "Shing Lung" režisér režisér akce                                                 |                                                                                                 |
| 1979    | Dragon Fist                               | 龍拳                 | "Tang How-Yuen" režisér akce                                                      |                                                                                                 |
| 1979    | Immortal Warriors                         | 百戰保山河           | režisér akce                                                                      |                                                                                                 |
| 1979    | Master With Cracked Fingers               | 廣東小老虎           | "Jackie Chan"                                                                     | Film měl limitované vydání v roce 1973 jako film Little Tiger of Canton.                        |
| 1980    | The Young Master                          | 帥弟出馬             | "Dragon" režisér režisér akce                                                     |                                                                                                 |
| 1980    | The Big Brawl                             | 殺手壕               | "Jerry Kwan" režisér akce                                                         |                                                                                                 |
| 1980    | Read Lips                                 | 孖寶闖八關           | producent                                                                         |                                                                                                 |
| 1981    | The Cannonball Run                        | 砲彈飛車             | nejmenný "řidič auta Subaru" (malá role)                                          |                                                                                                 |
| 1981    | The Gold-Hunters                          | 老鼠街               | producent                                                                         |                                                                                                 |
| 1982    | Dragon Lord                               | 龍少爺               | "Dragon" režisér režisér akce co-writer                                           |                                                                                                 |
| 1982    | Fantasy Mission Force                     | 迷你特攻隊           | "Sammy" kaskadér                                                                  |                                                                                                 |
| 1983    | Fearless Hyena Part II                    | 龍騰虎躍             | "Chan Lung" choreografér akce (stopáž)                                            | Při natáčení tohoto filmu Jackie Chan zrušil smlouvu se společností.                            |
| 1983    | Winners and Sinners                       | 奇謀妙計五福星       | "CID 07"                                                                          |                                                                                                 |
| 1983    | Project A                                 | A計劃                | "Dragon Ma" režisér scenárista režisér akce                                       |                                                                                                 |
| 1984    | Wheels on Meals                           | 快餐車               | "Thomas"                                                                          |                                                                                                 |
| 1984    | Cannonball Run II                         | 砲彈飛車2            | "Jackie" (automechanik Mitsubishi)                                                |                                                                                                 |
| 1984    | Pom Pom                                   | 神勇雙響炮           | Motorcycle Cop #2 (malá role)                                                     |                                                                                                 |
| 1985    | Police Story                              | 警察故事             | "Chan Ka-Kui" neboli "Kevin Chan" režisér režisér akce                            |                                                                                                 |
| 1985    | Heart of Dragon                           | 龍的心               | "Tat Fung" neboli "Ted"                                                           |                                                                                                 |
| 1985    | Ninja Thunderbolt                         | 至尊神偷             | (malá role)                                                                       |                                                                                                 |
| 1985    | The Protector                             | 威龍猛探             | "Billy Wong"                                                                      |                                                                                                 |
| 1985    | My Lucky Stars                            | 福星高照             | "Muscles"                                                                         |                                                                                                 |
| 1985    | Twinkle, Twinkle Lucky Stars              | 夏日福星             | "Muscles"                                                                         |                                                                                                 |
| 1986    | Naughty Boys                              | 扭計雜牌軍           | "vězeň" (malá role) producent                                                     |                                                                                                 |
| 1987    | Project A Part II                         | A計劃續集            | "Dragon Ma" režisér režisér akce                                                  |                                                                                                 |
| 1987    | Armour of God                             | 龍兄虎弟             | "Jackie Condor" neboli "Asijský jestřáb" režisér koordinátor kaskadérských kousků |                                                                                                 |
| 1987    | That Enchanting Night                     | 良青花奔月           | producent                                                                         |                                                                                                 |
| 1988    | Police Story 2                            | 警察故事續集         | "Chan Ka-Kui" neboli "Kevin" režisér koordinátor kaskadérských kousků             |                                                                                                 |
| 1988    | Dragons Forever                           | 飛龍猛將             | "Jackie Lung"                                                                     |                                                                                                 |
| 1988    | The Inspector Wears Skirts                | 霸王花               | producent                                                                         |                                                                                                 |
| 1988    | Rouge                                     | 胭脂扣               | producent                                                                         |                                                                                                 |
| 1989    | Miracles                                  | 奇蹟                 | "Cheng Wah Kuo" režisér producent scenárista režisér akce                         |                                                                                                 |
| 1989    | The Inspector Wears Skirts II             | 神勇飛虎霸王花       | producent                                                                         |                                                                                                 |
| 1990    | Island of Fire                            | 火燒島               | "Lung" neboli "Steve"                                                             |                                                                                                 |
| 1990    | The Outlaw Brothers                       | 最佳賊拍檔           | režisér akce                                                                      |                                                                                                 |
| 1990    | Stage Door Johnny                         | 舞台姊妹             | producent                                                                         |                                                                                                 |
| 1990    | Story of Kennedy Town                     | 西環的故事           | producent                                                                         |                                                                                                 |
| 1991    | A Kid from Tibet                          | 西藏小子             | (malá role)                                                                       |                                                                                                 |
| 1991    | Armour of God II: Operation Condor        | 飛鷹計劃             | "Jackie Condor" režisér režisér akce producent                                    |                                                                                                 |
| 1991    | Angry Ranger                              | 火爆浪子             | producent                                                                         |                                                                                                 |
| 1991    | Beauty and the Beast                      |                      | "Bestie" (hlas)                                                                   | Chan nazpíval písničku hrající při čínských titulkách na konci filmu.                           |
| 1992    | Police Story 3                            | 警察故事III超級警察  | "Chan Ka-Kui" neboli "Kevin"                                                      |                                                                                                 |
| 1992    | The Twin Dragons                          | 雙龍會               | "Ma Yau" neboli "John Ma" "Die Hard" neboli "Boomer" režisér akce                 |                                                                                                 |
| 1992    | The Shootout                              | 危險情人             | producent                                                                         |                                                                                                 |
| 1993    | Once a Cop                                | 超級計劃             | "Inspektor Chan" (malá role)                                                      |                                                                                                 |
| 1993    | City Hunter                               | 城市獵人             | "Ryo Saeba"                                                                       | Na základě japonské mangy City Hunter                                                           |
| 1993    | Crime Story                               | 重案組               | "Inspektor Eddie Chan" koordinátor kaskadérských kousků                           |                                                                                                 |
| 1993    | Kin chan no Cinema Jack                   | 陳健沒有傑克電影院   | producent                                                                         |                                                                                                 |
| 1994    | Drunken Master II                         | 醉拳II               | "Wong Fei Hung" spolurežisér koordinátor kaskadérských kousků                     |                                                                                                 |
| 1995    | Thunderbolt                               | 霹靂火               | "Chan Foh To" "Alfred Tung" režisér akce                                          |                                                                                                 |
| 1995    | Rumble in the Bronx                       | 紅番區               | "Keung" režisér akce                                                              |                                                                                                 |
| 1996    | Police Story 4: First Strike              | 警察故事IV之簡單任務 | "Chan Ka-Kui" neboli "Jackie" režisér akce                                        |                                                                                                 |
| 1997    | Mr. Nice Guy                              | 一個好人             | "Jackie"                                                                          |                                                                                                 |
| 1997    | An Alan Smithee Film: Burn Hollywood Burn |                      | "hraje sám sebe" (malá role)                                                      |                                                                                                 |
| 1998    | Mstitel beze jména                        | 我是誰               | "Kdo jsem?" režisér režisér akce spoluscenárista                                  |                                                                                                 |
| 1998    | Křižovatka smrti                          | 火拼時速             | "Šéf inspektor Lee"                                                               |                                                                                                 |
| 1998    | Hot War                                   | 幻影特攻             | producent                                                                         |                                                                                                 |
| 1998    | Legenda o Mulan                           | 花木蘭               | "Capitán Li Shang" (hlas)                                                         | Kantonská a mandarínská verze                                                                   |
| 1999    | King of Comedy                            | 喜劇之王             | nejmenný herec (malá role)                                                        |                                                                                                 |
| 1999    | Gorgeous                                  | 玻璃樽               | "C. N. Chan" arežisér akce spoluproducent spoluscenárista                         |                                                                                                 |
| 1999    | Gen-X Cops                                | 特警新人類           | "rybář" (malá role)                                                               |                                                                                                 |
| 2000    | Shanghai Noon                             | 西域威龍             | "Chon Wang"                                                                       |                                                                                                 |
| 2001    | Křižovatka smrti 2                        | 火拼時速2            | "Šéf inspector Lee"                                                               |                                                                                                 |
| 2001    | The Accidental Spy                        | 特務迷城             | "Buck Yuen" spoluproducent                                                        |                                                                                                 |
| 2002    | Tuxedo                                    | 燕尾服               | "Jimmy Tong"                                                                      |                                                                                                 |
| 2003    | Medailón                                  | 飛龍再生             | "Eddie Yang"                                                                      |                                                                                                 |
| 2003    | The Twins Effect                          | 千機變               | "Jackie" řidič ambulance (malá role)                                              |                                                                                                 |
| 2003    | Shanghai Knights                          | 西域威龍2皇家威龍    | "Chon Wang"                                                                       |                                                                                                 |
| 2004    | New Police Story                          | 新警察故事           | "Starší inspektor Chan Kwok-Wing" režisér akce                                    |                                                                                                 |
| 2004    | Twins Effect II                           | 千機變 II - 花都大戰 | "Pán brnění" (malá role)                                                          |                                                                                                 |
| 2004    | Cesta kolem světa za 80 dní (film, 2004)  | 環遊世界八十天       | "Passepartout"                                                                    |                                                                                                 |
| 2004    | Enter the Phoenix                         | 大佬愛美麗           | "Mr. Chan" (malá role)                                                            |                                                                                                 |
| 2004    | Rice Rhapsody                             |                      | manažer produkce                                                                  |                                                                                                 |
| 2005    | Mýtus (film)                              | 神話                 | "General Meng Yi" "Jack" režisér akce                                             |                                                                                                 |
| 2005    | Everlasting Regret                        | 長恨歌               | spoluproducent                                                                    |                                                                                                 |
| 2005    | House of Fury                             | 精武家庭             | manažer produkce                                                                  |                                                                                                 |
| 2006    | Rob-B-Hood                                | 寶貝計劃             | "Fong Ka Ho" aka "Thongs" režisér akce spoluproducent spoluscenárista             |                                                                                                 |
| 2007    | Křižovatka smrti 3                        | 火拼時速3            | "Šéf inspektor Lee"                                                               |                                                                                                 |
| 2008    | The Forbidden Kingdom                     | 功夫之王             | "Lu Yan" / "Old Hop"                                                              |                                                                                                 |
| 2008    | Kung Fu Panda                             | 功夫熊貓             | "Mistr opice" (hlas)                                                              |                                                                                                 |
| 2008    | Run Papa Run                              | 一個好爸爸           | manažer produkce                                                                  |                                                                                                 |
| 2008    | Wushu                                     | 武术                 | manažer produkce                                                                  |                                                                                                 |
| 2009    | Shinjuku Incident                         | 新宿事件             | "Steelhead"                                                                       |                                                                                                 |
| 2009    | Looking for Jackie                        | 寻找成龙             | hraje sám sebe                                                                    |                                                                                                 |
| 2009    | The Founding of a Republic                | 建國大業             | Li Jishen's Interviewer (malá role)                                               |                                                                                                 |
| 2010    | The Spy Next Door                         | 鄰家特工             | "Bob Ho"                                                                          |                                                                                                 |
| 2010    | Little Big Soldier                        | 大兵小將             | "Big Soldier" producent scenárista                                                |                                                                                                 |
| 2010    | The Karate Kid (film, 2010)               | 功夫夢               | "Mr. Han"                                                                         | Post-produkce                                                                                   |
| 2011    | Kung Fu Panda: The Kaboom of Doom         | 功夫熊貓2            | "Mistr opice" (hlas)                                                              | Pre-produkce                                                                                    |
| Neznámý | The New Shaolin Temple                    | 新少林寺             | "Mistr"                                                                           | film se natáčí                                                                                  |
| Neznámý | Armour of God III                         |                      |                                                                                   | Pre-produkce                                                                                    |

## Zrušené filmy
| Rok   | Název          |
| ----- | -------------- |
| 1990s | "Firemen" film |
| 1996  | The Bee        |
| 2000  | The Bellboy    |
| 2001  | Nosebleed      |
| 2001  | Soulcalibur    |

## Dokumenty
| Rok  | Název                                             | Čínský název         | Poznámka                             |
| ---- | ------------------------------------------------- | -------------------- | ------------------------------------ |
| 1990 | The Best of the Martial Arts Films                | 金裝武術電影大全     |                                      |
| 1996 | Biography: "Jackie Chan: Z kaskadéra superstar"   |                      | A&E Network                          |
| 1998 | Jackie Chan: Můj příběh                           | 成龙的传奇           |                                      |
| 1999 | Jackie Chan: Mé kaskadérské kousky                | 成龍：我的特技       |                                      |
| 2002 | The Art of Action: Martial Arts in Motion Picture | 功夫片歲月           |                                      |
| 2003 | Cinema Hong Kong: Kung Fu                         | 電影香江：功夫世家   |                                      |
| 2003 | Traces of a Dragon: Jackie Chan & His Lost Family | 龍的深處：失落的拼圖 |                                      |
| 2006 | The Heavenly Kings                                | 四大天王             |                                      |
| 2008 | A Touch of Beijing                                |                      | Dokument o jeho hostování v Beijingu |
| 2008 | Mega Cities: Hong Kong                            |                      | National Geographic Channel          |